# Grahamia
Grahamia és un gènere monotípic de plantes angiospermes suculentes de la família de les anacampserotàcies. És natiu i endèmic de l'Argentina.

## Descripció
Són petits arbusts amb branques rígides i fulles cilíndriques i glabres, excepte les axil·les. Les flors són blanques, tenen una corol·la formada per cinc pètals i es marceixen molt ràpidament. El gineceu està format per un pistil unilocular.El fruit és una càpsula.

## Taxonomia
La primera descripció vàlida d'aquest gènere va ser feta l'any 1833 pel botànic escocès John Gillies (1792-1834) al tercer volum de la revista de botànica Botanical Miscellany, editada pel botànic anglès William Jackson Hooker. Abans, l'any 1826, havia estat descrit sota el nom de Xeranthus pel botànic anglès John Miers (1789-1879).

### Etimologia
El nom genèric Grahamia probablement honora la viatgera escocesa i col·leccionista de plantes amb seu a Xile Maria Graham; algunes fonts l'assignen al botànic escocès Robert Graham (1786-1845), que era cunyat de Maria i associat.

### Espècies
Dins d'aquest gènere només es reconeix una espècie:
- Grahamia bracteata Gillies ex Hook. & Arn.

### Sinònims
Els següent nom científic és un sinònim heterotípic de Grahamia:
- Xeranthus Miers